# Султан Ахмад
Султан Ахмад (*1340 — 1393) — співволодар держави Музаффаридів у 1387—1391 роках. Повне ім'я Імад ад-Дін Султан Ахмад.

## Життєпис
Син Мубаріз ад-Діна Мухаммеда. Народився близько 1340 року в Кермані. 1358 року брав участь у військовій кампанії проти Чобанідів. Того ж року після повалення батька і захоплення влади братом Шах Шуджою призначається намісником Керману.
1363 року підтримав заколот іншого брата Шах Махмуда проти Шах Шуджи, внаслідок чого той втік з Ширазу. 1365 року зазнав поразки від останнього, втікши з Керману. 1366 року підкорився Шах Шуджи, з яким в подальшому рав участь у низці кампаній.
1374 року відзначився в придушенні повстання Пахлаван Алі в Кермані. В подальшому відігравав значну роль в державному уряді. 1384 року знову стає намісником Керману. Надав підтримку тюркомонгольської племені джурмаї, обмеживши вплив племені авгані. 1383 року Державу Куртів було знищено чагатайським еміром Тимуром, а Міхрабаніди з Сістану визнали владу останнього. 1385 року Султан Ахмад визнав зверхність чагатайського еміра. Це спричинило повстання авгані, яке було придушено.
1387 року під час вторгнення Тимура до Фарсу особисто зустрів того, яким був добре прийнятий та призначений правителем Фарсу та Іраку-Аджмі. Втім невдовзі стикнувся з Султаном-Баязидом з Лурестану, знову повстали авгані. Це завадило зайняти Шираз, де 1388 року владу захопив небіж Шах Мансур.
23 квітня 1390 року Султан Ахмад завдав поразки Шах Ях'ї, правителю Єзда, поразки в битві біля Бафти. Потім підкорив іншого небіжа — Султан Абу-Ісхака, правителя Сірджана. за цим уклав союз з Зайн аль-Абідіном, правителем Ісфагану, до якого долучився Шах Ях'я, але той не надав військ іншим союзникам. Зрештою Султан Ахмад і Зайн аль-Абідін в битві біля Фасі зазнали поразки від Шах Мансура.
В наступні роки відбив атаки Шах Мансура. Разом з тим відкинув спробу представників еміра Тимура замирити його з Султан Абу-Ісхаком, що знову виступив проти Султан Ахмада. Це спричинило невдоволення Тимура, який 1391 року позбавив його правління (номінального) над Фарсом. У листопаді 1392 року чагатайське військо виступило на підкорення Керману.
Султан Ахмад втік до Рею. але зрештою з'явився до двору Тимуру. Між 13 та 22 травня 1393 року за рішенням еміра разом з іншими членами династії Султан Ахмада було страчено в селі Мах'яр. Його володіння було приєднано до держави Тимуридів.